# 1322
1322 (MCCCXXII) var ett normalår som började en fredag i den julianska kalendern.

## Händelser

### Augusti
- 12 augusti – Novgoroderna börjar belägra Viborg.

### September
- 9 september – Sedan belägringen misslyckats upphävs den av novgoroderna.

### Okänt datum
- Ingeborg Håkansdotter låter genomföra ett misslyckat krigståg mot Skåne. Efter detta avsätts hon från Magnus Erikssons förmyndarregering, som övertas av riksrådet under ledning av Knut Jonsson, som blir drots.
- Utländska stormän förbjuds att komma in i Sverige utan riksrådets godkännande, för att förhindra intriger från Ingeborgs sida.
- Edvard II av England invaderar Skottland med en stor här.
- Karl IV uppstiger på Frankrikes och Navarras troner.
- Iconium blir Karamanidernas huvudstad.

## Födda
- Bo Bosson (Natt och Dag), svenskt riksråd.
- Johanna I av Brabant, hertiginna av Brabant, Lothier och Limburg.

## Avlidna
- 3 januari – Filip V, kung av Frankrike sedan 1316
- 25 februari – Bertha van Heukelom, nederländsk hjältinna
- 2 augusti – Yolande av Dreux, drottning av Skottland 1285–1286 (gift med Alexander III)
- 24 augusti – Beatrix av Schlesien, tysk-romersk drottning sedan 1314 (gift med kung Ludvig IV "Bayraren")